# 圣阿尔坎杰洛
圣阿尔坎杰洛（義大利語：Sant'Arcangelo），是意大利波坦察省的一个市镇。总面积89平方公里，人口6561人，人口密度73.7人/平方公里（2009年）。ISTAT代码为076080。